# Ландвер, Софа
Софа Ландвер (ивр. סופה לנדבר‎; род. 28 октября 1949, Ленинград) — израильский политик, депутат Кнессета 14, 15, 16 (часть срока) созывов от фракции Авода, 17, 18, 19 и 20 созывов фракции «Наш дом Израиль» («НДИ»), с 2009 по 2015 год была министром абсорбции.

## Биография
Софа Ландвер родилась 28 октября 1949 года в Ленинграде. В 1979 году с семьёй репатриировалась в Израиль.
Имеет высшее психологическое образование (вторая степень, закончила университет в 1983 году).

### Трудовая деятельность
Входила в состав муниципального совета города Ашдода, работала директором компании по развитию Ашдода.

## Общественная работа
- С 1993 по 2003 год возглавляла Всеизраильское объединение русскоязычных репатриантов.
- С 2003 года по настоящее время — председатель Федерации русскоязычных израильтян.
- Член совета директоров Еврейского Агентства.
- Председатель Общества белорусско-израильской дружбы.

### Карьера в партии и политике
На выборах 1996 года в партийном списке партии «Авода» она баллотируется в Кнессет 14-го созыва и становится депутатом. Софа Ландвер продолжила свою работу и в кнессете 16-го созыва (не полный срок). В преддверии выборов 2006 года она переходит в партию «Наш дом Израиль» и продолжает свою работу в кнессете 17-го и 18-го созывов.

### В кнессете
- Кнессет 14

С 17 июня 1996 по 7 июня 1999 года
- Кнессет 15

С 7 июня 1999 по 17 февраля 2003 года
- Кнессет 16

С 11 января 2006 по 2 февраля 2006 года (неполный срок)
- Кнессет 17

С 17 апреля 2006 по 24 февраля 2009 года
- Кнессет 18

С 24 февраля 2009 по 5 февраля 2013 года
- Кнессет 19

С 5 февраля 2013 по 31 марта 2015 года
- Кнессет 20

С 31 марта 2015 года

### Фракции
- Кнессет 14 партия Авода
- Кнессет 15 Исраэль Ахат (2), Авода — Меймад
- Кнессет 16 Авода — Меймад — Ам Эхад
- Кнессет 17—20 Наш дом Израиль

### Деятельность в правительстве
- Кнессет 15 правительство 29 С 12 августа по 2 ноября 2002 года
  - Заместитель министра транспорта
- Кнессет 18 правительство 32
  - Министр абсорбции

### Деятельность в комиссиях
- Кнессет 14
  - Член комиссии по науке и технологии
  - Член комиссии по обращениям граждан
  - Член комиссии по вопросам алии и абсорбции
  - Член комиссии по труду и благосостоянию
- Кнессет 15
  - Председатель комиссии по обращениям граждан
  - Член комиссии кнессета
  - Член финансовой комиссии
  - Член законодательной комиссии
  - Член комиссии по обращениям граждан
  - Член комиссии по вопросам алии, абсорбции и диаспоры
  - Член особой комиссии по вопросу отсеивания из школ
  - Член подкомиссии по делам лоббистов
  - Член комиссии по образованию и культуре
- Кнессет 17
  - Член комиссии по вопросам алии, абсорбции и диаспоры
  - Член финансовой комиссии
  - Председатель комиссии по обращениям граждан
  - Член комиссии по вопросам алии, абсорбции и диаспоры
  - Член комиссии по труду, благосостоянию и здравоохранению

### Другие должности
- Кнессет 14
  - Председатель парламентского общества дружбы Израиль — Казахстан.